# Síndrome de Miller Fisher
El síndrome de Miller Fisher es la forma más frecuente entre las formas no clásicas (variantes) del síndrome de Guillain-Barré, una enfermedad autoinmunitaria en la cual el organismo produce anticuerpos contra un componente de las neuronas del sistema nervioso periférico, la mielina; esto causa una pérdida en la conducción de señales entre el sistema nervioso central y el resto del organismo, lo que finalmente lleva a una parálisis muscular que puede ser muy grave y a la pérdida de función en los órganos de los sentidos. Lo que distingue al síndrome de Guillain-Barré (y a su variante de Miller Fisher) de otras patologías desmielinizantes es que en general tiene un avance  centrípeto, comenzando en la punta de las extremidades, en especial los dedos de los pies, y progresando en dirección a la columna vertebral y hacia la coronilla (axial-coronal). En general es una enfermedad que, aunque en período agudo puede poner en riesgo la vida de un paciente sin tratamiento, es muy tratable y tiene un muy buen pronóstico a largo plazo.
El síndrome de Miller Fisher se caracteriza por presentar una tríada de síntomas muy particular:
- falta de coordinación de los movimientos voluntarios (ataxia);
- ausencia de reflejos (arreflexia);
- parálisis de los músculos motores de los ojos (oftalmoplejía) que causa principalmente visión doble (diplopía)[1]

## Historia
El año 1932, la tríada de ataxia, arreflexia y oftalmoplejia fue descrita por primera vez por el médico y neurólogo inglés, James Cullier, considerándolo como una variante del síndrome de Guillain-Barré.
En 1956 Charles Miller Fisher, un neurólogo canadiense, describe el síndrome que lleva su nombre en tres pacientes en los que encuentra oftalmopejia externa aguda (parálisis en los ojos), reflejos pupilares disminuidos, ataxia (pérdida de balance), y arreflexia (ausencia de reflejos tendinosos profundos). Dos de los pacientes no padecieron ninguna debilidad; el restante mostró una parálisis facial y posible debilidad. Los tres se recobraron espontáneamente. Desde entonces y hasta el año 1992, se habían descrito 223 casos con este síndrome.

## Epidemiología
El Síndrome de Miller Fisher es la más frecuente de entre las formas variantes del síndrome de Guillain-Barré, constituyendo entre el 3 y el 5% de los casos de SGB en los países occidentales y llega al 19% en los países orientales. Actualmente, con la práctica desaparición de la poliomielitis gracias a la vacunación, Guillain-Barré representa la causa más frecuente de parálisis muscular adquirida en países desarrollados, y la principal causa de neuropatía desmielinizante inmunomediada. 
La incidencia anual de Miller Fisher varía desde 0.02 a 0.09 por 100 000 habitantes por año, razón por la cual es considerado como una patología rara; puede presentarse a cualquier edad aunque es muy infrecuente en lactantes y niños, hay un ligero aumento del riesgo en la adolescencia y un neto aumento del riesgo entre la quinta y la octava décadas de la vida, es ligeramente más frecuente en el hombre que en la mujer, así como en caucásicos. No se le reconoce vinculación alguna con factores de tipo ocupacional o hereditario hasta el momento, aunque sí parece asociarse a ciertas vacunas, infecciones víricas o a la enteritis por Campylobacter jejuni.
Existen una gran variedad de estados patológicos asociados al síndrome de Guillain-Barré y por consiguiente al posible desarrollo de un Miller Fisher; dentro de los más frecuentes se encuentran las infecciones virales tales como la varicela, las paperas, la rubeola, la infección por citomegalovirus, el virus de Epstein-Barr, hepatitis B, herpes simple, adenovirus, el echovirus, el coxsackievirus y el VIH. De igual forma se asocian infecciones por micoplasma como la Mycoplasma pneumoniae, la difteria, la enteritis por Campylobacter jejuni, con menos frecuencia se encuentran otras infecciones bacterianas tales como brucelosis, yersinias, fiebre tifoidea, tularemia, listeriosis o borreliosis. En el 72% de los casos de SMF existe un precedente infeccioso respiratorio y en segundo lugar gastroentérico. Los gérmenes causantes más frecuentes son el Campylobacter jejuni (26-41 %) que se relaciona especialmente con el síndrome de Miller-Fisher, pero también se puede hallar en el tipo desmielinizante clásico del SBG. El Citomegalovirus (10-22 %) que es particularmente frecuente en niñas, el Epstein Barr (10 %), y el Haemophilus influenzae. Se ha comprobado infección reciente por H. influenzae en el 2 % de los SMF.
De interés especial es la asociación con el uso de algunas vacunas, tales como la antirrábica y la antiinfluenza, aunque rara vez se reporta con otras vacunas como antipolio, DPT, neumococos. Aunque se han publicado casos aislados después de vacunación contra sarampión rubéola y parotiditis, estudios recientes a gran escala realizados en el Reino Unido, en Latinoamérica y en Finlandia no encuentran asociación causal de la vacunación con Guillain-Barré ni con su variante Miller Fisher. La relación del SGB con las vacunaciones de poliovirus oral, de difteria y tétanos, así como con la vacuna antigripal, no está bien probada.

## Etiología
Aún no se ha demostrado a ciencia cierta la etiología de la enfermedad, aunque existe fuerte evidencia de que el síndrome es consecuente a una infección bacteriana o viral que actúa como detonante, es ampliamente aceptado que el anticuerpo sérico IgG anti gangliósido GQ1b está asociado con la oftalmopejia en pacientes con SMF, y si se sabe que la enfermedad es causada por el ataque del sistema inmunitario a la cobertura de mielina de los nervios periféricos; por lo que no resulta ilógica la teoría que propone como origen de la enfermedad al desarrollo de anticuerpos contra algunos agentes infecciosos que presentarían reacción cruzada contra las sustancias componentes de la cobertura de mielina. En este sentido podría considerarse al SMF como una enfermedad autoinmunitaria causada por autoanticuerpos consecuente a una enfermedad infecciosa.

## Fisiopatología
El síndrome de Miller Fisher es una polirradiculopatía monofásica de comienzo subagudo  caracterizada por la clásica tríada de oftalmoplejia, ataxia y arreflexia, con mínima o ninguna debilidad de extremidades. El SMF es debido a un ataque inmunológico sobre el axón terminal, cerebelo y posiblemente el tracto corticoespinal. El síndrome de Miller Fisher es un cuadro neurológico periférico que se asocia en la mayoría de los casos a un proceso infeccioso sobre todo respiratorio o digestivo. El tiempo medio de aparición de los síntomas neurológicos tras la infección es de 1-2 semanas, y el diagnóstico se basa en demostrar la seroconversión. Rara vez se asocia al proceso en su fase aguda.

## Patogenia
Aparentemente los agentes infecciosos que preceden el comienzo del síndrome de Miller Fisher, tales como por ejemplo C. jejuni, provocan la formación de anticuerpos que no sólo actúan sobre estos agentes infecciosos, sino también en la parte externa de la membrana de las células de Schwann paranodales donde existen gangliósidos (por ejemplo el GQ1b) similares a los existentes en la capa externa de estos agentes. Estos anticuerpos al adherirse a los gangliósidos de la vaina de mielina, en especial en el axolema de los nodos de Ranvier causan la activación del sistema del complemento lo que provoca a su vez la vacuolización de la vaina de mielina paranodal, en especial donde estos gangliósidos son más comunes: en los nervios de los pares craneales oculomotores (III, IV y VI), raíces y nervios motores y sensitivos raquídeos  (principalmente de las extremidades inferiores). A continuación se produce infiltración por macrófagos atraídos por los componentes quimiotácticos del complemento, que se adhieren a la cara externa del axolema y fagocitan la mielina opsonizada. Esto abre los espacios periaxonales que son invadidos por un número mayor de macrófagos, lo que lleva a la retracción del axón y en algunos casos a la degeneración del mismo. Finalmente se produce infiltración con linfocitos. El resultado final de estos ataques autoinmunitarios en los nervios es la pérdida de mielina y como consecuencia, el fallo en la conducción nerviosa tanto sensitiva como motora. Se ha propuesto también un mecanismo isquémico que podría coadyuvar a la lesión como consecuencia del edema inflamatorio del tronco nervioso al comprimirse con el epineuro y perineuro inextensibles. A pesar de esto, la función axonal suele permanecer intacta y la recuperación puede ser tan rápida como ocurra la remielinización. Sin embargo si la degeneración axonal es extrema, la recuperación se da con mayor lentitud y habrá un mayor grado de daño residual.

Aunque los hallazgos antes mencionados se aprecian también en la polirradiculoneuropatía desmielinizante inflamatoria crónica (PDIC), la reacción inflamatoria en SMF no suele ser tan intensa como para que el axón que ha perdido su mielina pueda experimentar degeneración.

## Cuadro clínico
El síndrome de Miller Fisher se considera la forma más frecuente entre las formas no clásicas (variantes) del síndrome de Guillain-Barré (SGB), aunque puede con frecuencia presentar solapamiento con otras variantes como la AMAN, la ASMAN o la AIDP (la forma clásica de SGB). la instauración del cuadro es habitualmente aguda, en horas o en días, con la tríada clínica clásica de oftalmoplejia parcial o completa, ataxia sensitiva y arreflexia, aunque a diferencia de la forma clásica, no suele requerir ventilación asistida. Es menos frecuente la presentación de parestesias distales, ligera paresia proximal en los miembros y afectación de otros pares craneales, particularmente blefaroptosis y debilidad facial periférica. Se observan valores elevados de anticuerpos anti-GQ1b en el 90-97 % de los casos de SMF, mientras que es raro  encontrarlos otras formas de SGB salvo en la forma clásica desmielinizante con oftalmoplejia. Al igual que en el SGB, la disociación albuminocitológica en el líquido cefalorraquídeo y la disminución o ausencia de la amplitud de los potenciales de acción sensitivos dístales en el estudio electroneurofisiológico apoyan el diagnóstico; estos pueden ser normales en los primeros días de evolución y aparecer sólo en estudios seriados.
A menudo se asocian otros síntomas como parestesias dístales, debilidad facial, orofaríngea o de extremidades que ocasionalmente progresan a una forma clásica de SGB. No hay muchos estudios neurofisiológicos de pacientes con SMF, pero se han encontrado signos de polineuropatía periférica o bien de tipo desmielinizante o bien axonal, con predominio sensitivo lo que puede explicar la ataxia como disfunción de los nervios periféricos sensitivos y en segmentos proximales y radiculares de los mismos, por lo que su consideración dentro del espectro del SGB está justificada. Tanto el SMF como la encefalitis de tronco (Bickerstaff), la oftalmoplejia aislada y el SGB poseen un espectro clínico con solapamiento entre ellas. Aunque los criterios que definen estos trastornos son bien precisos en la práctica clínica los pacientes expresan con frecuencia signos de una y otra entidad. Todas ellas se preceden frecuentemente de infección respiratoria o gastrointestinal y comparten el mismo mecanismo autoinmunitario. El mismo germen, por ejemplo C. jejuni, puede inducir la formación de anticuerpos anti-GM1, GD1a, GQ1b, entre otros, ya que lleva epítopos comunes a todos ellos. En caso de que los anticuerpos sean exclusivamente anti-GQ1b la expresividad de la enfermedad será en forma de una oftalmoplejia aguda aislada o de SMF. Si además hay anticuerpos contra otros gangliósidos la expresividad tiende a ser mixta, SMF y SGB o encefalitis de tronco con o sin SGB.
En su evolución la enfermedad  se divide clásicamente en los períodos de progresión (de entre nueve y 21 días),  la estabilización, que comienza cuando se detiene la progresión de la enfermedad y termina con los primeros signos de recuperación, esta demora como mínimo de tres a cuatro días, con un máximo de diez. Finalmente la recuperación que es la ejecución de actos motores  previamente desaparecidos. El paciente debe permanecer ingresado a partir de que se detectan los primeros síntomas.

## Diagnóstico
La principal sospecha diagnóstica está dada por la clínica del paciente, con la aparición de la tríada característica del síndrome mientras que la confirmación se hace por laboratorio, y se basa en demostrar la presencia de títulos altos de anticuerpos anti gangliósidos GQ1b. El estudio del LCR puede mostrar normo o hiperproteinorraquia discreta, por lo que no es un parámetro en el cual sustentar un diagnóstico, aunque puede servir para apoyarlo
La oftalmopejia no es abordable en los estudios electrofisiológicos habituales, por lo que se ha explorado diferentes territorios nerviosos para demostrar la existencia de anomalías en la conducción nerviosa. Se pone de manifiesto en una revisión reciente que diferentes autores están de acuerdo en que existe una disminución en la amplitud de los potenciales de acción sensitivos dístales.

## Diagnóstico diferencial
Botulismo, miastenia, poliomielitis o neuropatía tóxica. Alteración del metabolismo de las porfirinas. Difteria. Ocurrencia de un síndrome sensitivo puro.
Los siguientes hallazgos requieren revisar el diagnóstico:
Marcada y resistente asimetría. Disfunción de esfínteres persistente. Disfunción de esfínteres al inicio. Más de 50 leucocitos cada 10 g/l de proteínas en LCR.

## Tratamiento
Un tratamiento conservador con vigilancia de todas las funciones vitales es la piedra angular del éxito de la gestión en el paciente agudo. 
Aunque no es frecuente, la principal complicación a considerar es la insuficiencia respiratoria debida a parálisis del diafragma, si el SMF progresa hacia la forma clásica de SGB. 
Se debe indicar intubación ante la primera aparición de alguno de estos signos: 
- Una capacidad vital (CV) <20 ml / kg.
- Una fuerza inspiratoria negativa (FIN), menos negativa (es decir, más cercana a cero) que -25 cm H2O.
- Disminución mayor al 30% de la CF o FIN en un plazo igual o menor a 24 horas.
- Progresión inesperadamente rápida de la enfermedad  o inestabilidad autonómica.

Una vez asegurada la estabilidad del paciente, se debe iniciar el tratamiento de la afección subyacente tan pronto como sea posible. Se puede aplicar inmunoglobulina endovenosa a dosis alta (400 mg / kg) durante 5 días o plasmaféresis. Ambos tratamientos son igualmente eficaces y una combinación de los dos no es significativamente mejor que la aplicación de uno solo. 
La terapia deja de ser efectiva dos semanas después de los síntomas motores aparecen por primera vez, por lo que el tratamiento debe ser iniciado lo más pronto posible. 
Por lo general se suele iniciar el tratamiento con inmunoglobulinas endovenosas debido a su facilidad de administración y perfil de seguridad, con un total de cinco infusiones al día hasta completar una dosis total de 2 g / kg de peso corporal (400 mg / kg por día). El uso de inmunoglobulinas intravenosas no está exenta de riesgos, en ocasiones pueden causar hepatitis, o en raras ocasiones, insuficiencia renal si se utilizan durante más de cinco días. El uso de glucocorticoides no ha demostrado ser eficaz en el tratamiento de SMF. 
De elegirse la plasmaféresis, se puede instituir un tratamiento a 40-50 ml / kg cuatro veces por semana.
Después de la fase aguda, el paciente también puede necesitar rehabilitación para recuperar las funciones perdidas. Este tratamiento debe centrarse en la mejora de las AVD ( actividades de la vida diaria ) actividades tales como cepillarse los dientes, lavarse y vestirse. 
Es muy importante que aquellos pacientes que requirieron de intubación o traqueotomía cuenten con el apoyo de un terapeuta del habla y lenguaje, para que sean capaces de recuperar rápidamente la capacidad de hablar y deglutir.

## Pronóstico
La prognosis para la mayoría de los individuos con Miller Fisher es buena. En la mayoría de los casos la recuperación comienza entre las 2 y las 4 semanas de la aparición de los síntomas y puede llegar a ser casi completa dentro de los primeros seis meses. Algunos pacientes pueden mostrar algunos efectos residuales. Muy raramente, en menos del 3% de los casos pueden aparecer recurrencias.